# Sir Harvey Adamson
El SS Sir Harvey Adamson fue un barco de vapor de pasajeros costero construido en Escocia en 1914 para la British India Steam Navigation Company (BI). Navegó por la costa de Birmania hasta 1947, cuando desapareció en un vendaval en el mar de Andamán. Nunca se encontró ningún superviviente ni restos identificables.

## Hundimiento
En 1945 terminó la ocupación japonesa de Birmania, y en 1946 el Sir Harvey Adamson regresó a su servicio comercial. Lloyd's Register la inspeccionó en diciembre de 1946 y renovó su calificación 100A1 por seis meses.
El 17 de abril de 1947, el Sir Harvey Adamson partió de Rangún con 64 tripulantes y 205 pasajeros. A las 16.10 horas del día siguiente comunicó por radio que llegaría tarde a Tavoy (Dawei) debido a un vendaval del sudeste y una fuerte lluvia. A las 18.30 horas comunicó por radio que su posición era 13°13′N 97°36′E / 13.217, 97.600. A partir de entonces no se supo nada de él y tras una exhaustiva búsqueda no se encontraron supervivientes ni restos identificables. El 5 de mayo fue declarado perdido.
El 29 de junio de 1947 se celebró una audiencia de investigación que concluyó que el barco había buscado refugio en las islas Moscos centrales y había chocado con una de las minas navales de la Segunda Guerra Mundial que se sabía que aún se encontraban en esa zona. Sin embargo, a falta de pruebas, esta conclusión sigue siendo una conjetura.